# Backlash (2007)
Backlash (2007) foi o nono evento pay-per-view (PPV) de luta livre profissional do Backlash produzido pela World Wrestling Entertainment (WWE). Foi realizado para lutadores das divisões de marca Raw, SmackDown! e ECW da promoção. O evento aconteceu em 29 de abril de 2007, na Philips Arena em Atlanta, Geórgia. Foi o primeiro PPV mensal da WWE realizado para apresentar todas as três marcas depois que a empresa descontinuou os PPVs exclusivos da marca. O conceito do pay-per-view foi baseado na reação da WrestleMania 23.
A luta principal do Raw foi uma luta fatal four-way pelo Campeonato da WWE envolvendo o campeão John Cena, Randy Orton, Edge e Shawn Michaels. Cena venceu a luta e reteve o título após fazer o pin em Orton. A partida principal no SmackDown! foi uma luta Last Man Standing pelo Campeonato dos Pesos Pesados entre The Undertaker e Batista, que terminou em no-contest depois que os dois homens não conseguiram se levantar antes que o árbitro contasse até dez. A luta em destaque na marca ECW foi Bobby Lashley contra Team McMahon (Umaga, Vince e Shane McMahon) em uma luta de handicap pelo Campeonato Mundial da ECW. Vince ganhou o título e a luta para sua equipe depois de fazer o pin em Lashley.

## Produção
Backlash é um evento pay-per-view (PPV) que foi estabelecido pela World Wrestling Entertainment (WWE) em 1999. O conceito do pay-per-view foi baseado na reação do principal evento da WWE, WrestleMania. O evento de 2007 foi o nono evento na cronologia do Backlash e contou com a reação da WrestleMania 23. Estava programado para acontecer em 29 de abril de 2007, na Philips Arena em Atlanta, Geórgia. De 2004 a 2006, o Backlash foi realizado exclusivamente para a marca Raw, mas após a WrestleMania 23, a WWE descontinuou os PPVs exclusivos da marca. O Backlash de 2007 foi o primeiro PPV realizado após essa mudança e, portanto, contou com lutadores do Raw, SmackDown! e ECW.

### Histórias
O evento principal escrito no Backlash on the Raw foi uma luta fatal four-way pelo Campeonato da WWE, uma luta padrão envolvendo quatro lutadores entre John Cena, Edge, Shawn Michaels e Randy Orton. No Royal Rumble em janeiro, Michaels foi um dos dois últimos participantes da luta Royal Rumble antes de ser eliminado por The Undertaker.[6][7] No Raw de 5 de fevereiro de 2007, Michaels ganhou o direito de se tornar o desafiante número um pelo WWE Championship na WrestleMania 23 depois de derrotar Orton e Edge em uma luta triple threat.[8] Na WrestleMania, Cena derrotou Michaels para manter o Campeonato da WWE depois de forçar Michaels a se submeter ao STFU.[9] No episódio de 9 de abril do Raw, uma luta do desafiante número um entre Michaels e Orton pelo Campeonato da WWE terminou em no contest depois que os ombros de ambos os homens estavam no tatame enquanto eles estavam imobilizando um ao outro. Mais tarde naquela noite, durante o talk show de Edge, "The Cutting Edge", Edge afirmou que o gerente geral do Raw Jonathan Coachman o havia nomeado o desafiante número um ao título da WWE. O gerente geral honorário Michael Pena, da Make-a-Wish Foundation, no entanto, anunciou que Michaels, Orton e Edge enfrentariam Cena pelo título no Backlash em uma luta fatal four-way.[10]

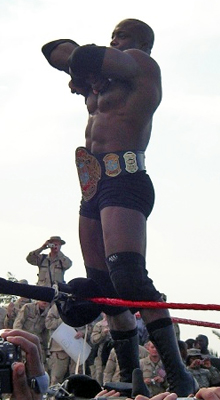
Bobby Lashley durante seu primeiro reinado como Campeão da ECW

A principal rivalidade no SmackDown! marca estava entre The Undertaker e Batista pelo World Heavyweight Championship. No Royal Rumble, Undertaker venceu a luta Royal Rumble de 2007. Como resultado, ele recebeu o direito a uma luta pelo título mundial na WrestleMania para qualquer um dos três principais campeonatos da WWE (ECW World, World Heavyweight ou WWE) na WrestleMania 23.[6] No Raw de 5 de fevereiro, Undertaker provocou todos os três respectivos campeões mundiais (Bobby Lashley, Batista e John Cena) antes de escolher Batista como seu oponente para enfrentar na WrestleMania.[8] Na WrestleMania, Undertaker derrotou Batista para ganhar o World Heavyweight Championship para estender sua sequência invicta na WrestleMania para 15-0.[11][12][13] A rivalidade deles, no entanto, não acabou, pois o SmackDown! O gerente geral Theodore Long marcou uma luta Last Man Standing entre Undertaker e Batista no Backlash.[14]
A principal rivalidade na marca ECW foi entre Bobby Lashley e Team McMahon (Umaga, Vince e Shane McMahon), em que Lashley e Vince estavam brigando pelo ECW World Championship. A rivalidade começou no Raw de 26 de fevereiro, quando Lashley foi selecionado por Donald Trump para competir na WrestleMania 23. Lashley foi selecionado para competir contra o representante de Vince, Umaga, na luta Hair vs. tem que raspar a cabeça.[15] Na WrestleMania, Lashley derrotou Umaga, e após a luta, Trump e Lashley rasparam a cabeça de Vince.[16] No episódio de 9 de abril do Raw, Shane desafiou Lashley para uma luta Hair vs. Title pelo ECW World Championship. Shane foi desclassificado intencionalmente, mas não raspou a cabeça. Após a luta, Umaga e Vince e Shane atacaram Lashley. Após a surra, Vince anunciou que Lashley teria que defender o ECW World Championship contra o Team McMahon no Backlash em uma partida de handicap três contra um.[10]

## Evento

### Luta preliminares
| Papel:                    | Nome:                                 |
| ------------------------- | ------------------------------------- |
| Comentaristas em inglês   | Jim Ross (Raw)                        |
| Comentaristas em inglês   | Jerry Lawler (Raw)                    |
| Comentaristas em inglês   | Michael Cole (SmackDown!)             |
| Comentaristas em inglês   | John "Bradshaw" Layfield (SmackDown!) |
| Comentaristas em inglês   | Joey Styles (ECW)                     |
| Comentaristas em inglês   | Tazz (ECW)                            |
| Comentaristas em espanhol | Carlos Cabrera                        |
| Comentaristas em espanhol | Hugo Savinovich                       |
| Entrevistadores           | Todd Grisham                          |
| Entrevistadores           | Maria Kanellis                        |
| Anunciadores de ringue    | Justin Roberts (Raw/ECW)              |
| Anunciadores de ringue    | Tony Chimel (SmackDown!)              |
| Árbitros                  | Mike Chioda (Raw)                     |
| Árbitros                  | Chad Patton (Raw)                     |
| Árbitros                  | Jim Korderas (SmackDown!)             |
| Árbitros                  | Mickie Henson (SmackDown!)            |
| Árbitros                  | Marty Elias (Raw)                     |
| Árbitros                  | Jack Doan (Raw)                       |
| Árbitros                  | Scott Armstrong (ECW)                 |

Antes do evento ser transmitido ao vivo em pay-per-view, Carlito derrotou Johnny Nitro em uma dark match. A primeira luta do evento foi The Hardys (Matt e Jeff) contra Lance Cade e Trevor Murdoch pelo Campeonato Mundial de Duplas. Cade e Murdoch controlaram a maior parte do combate; no entanto, os Hardys venceram a luta quando Matt derrotou Murdoch após um Twist Of Fate, que foi seguido por um Swanton Bomb de Jeff.
A luta que se seguiu foi Melina contra Mickie James pelo Campeonato Feminino da WWE. A luta durou pouco, já que Melina executou um Inverted DDT em Mickie James e a derrotou para manter o Campeonato Feminino da WWE.
A terceira luta foi entre Chris Benoit e Montel Vontavious Porter pelo Campeonato dos Estados Unidos. Benoit e MVP lutaram durante toda a partida, tentando ganhar vantagem. No final, Benoit derrotou o MVP com um small package para manter o título.

### Lutas do evento principal

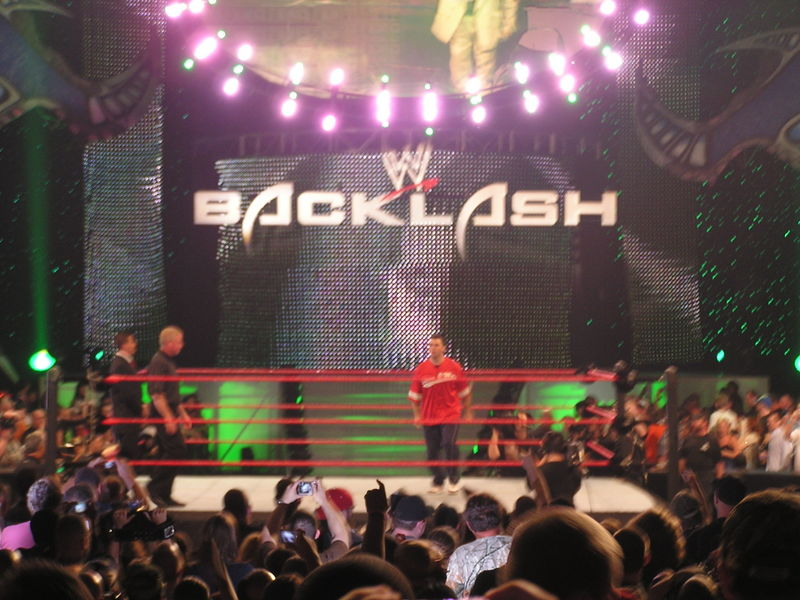
Shane McMahon no ringue antes de sua luta no Backlash

A luta handicap três contra um pelo Campeonato Mundial da ECW entre o campeão Bobby Lashley e o Team McMahon (Umaga, Vince e Shane McMahon) foi o próximo. Shane atingiu Lashley com o cinturão da ECW e Umaga executou um diving splash em Lashley. Umaga então marcou Vince, que quase caiu. Vince então marcou Umaga, que executou um segundo diving splash em Lashley. Depois de ser marcado novamente, Vince derrotou Lashley para ganhar o Campeonato Mundial da ECW e a luta para sua equipe.
A próxima luta foi The Undertaker contra Batista em um luta Last Man Standing pelo Campeonato Mundial dos Pesos Pesados. Em um ponto, Undertaker executou um leg drop através de uma mesa de locutores em Batista. No final, os dois lutaram na rampa de entrada, onde Batista executou uma spear em The Undertaker fora do palco. Nenhum dos dois conseguiu ficar de pé antes da contagem de dez do árbitro; como resultado, a partida terminou empatada. Devido aos regulamentos da WWE, os títulos não podem mudar de mãos em uma luta Last Man Standing por um empate, então The Undertaker permaneceu campeão.
O evento principal foi John Cena contra Edge, Randy Orton e Shawn Michaels em uma luta fatal four-way pelo Campeonato da WWE. Durante a luta, Michaels deu um moonsault em Cena, Edge e Orton no chão. Edge executou uma spear em Orton. Cena então executou um FU para Edge. Michaels executou Sweet Chin Music em Cena, que caiu sobre Orton para a vitória por pinfall, mantendo o título.

## Após o evento
Lance Cade e Trevor Murdoch continuaram sua rivalidade com os Hardys até que as duas equipes tiveram uma revanche no Judgment Day pelo Campeonato Mundial de Duplas, que os Hardys venceram. Chris Benoit e Montel Vontavious Porter também continuaram sua rivalidade pelo Campeonato dos Estados Unidos da WWE, que levou a uma melhor luta de 2 de 3 quedas no Judgment Day, que MVP venceu.
No episódio de 11 de maio do SmackDown!, The Undertaker defendeu o Campeonato Mundial dos Pesos Pesados contra Batista em uma luta Steel cage. Ambos os homens escaparam da jaula de aço ao mesmo tempo, e The Undertaker foi, portanto, declarado campeão. Após a luta, Mark Henry voltou e atacou The Undertaker. Edge, que derrotou Mr. Kennedy no Raw de 7 de maio para ganhar o contrato do Money in the Bank, aproveitou sua oportunidade e derrotou The Undertaker para ganhar o Campeonato Mundial dos Pesos Pesados.
A rivalidade do Team McMahon com Bobby Lashley continuou quando Mr. McMahon deu a Lashley uma revanche no Judgment Day, que foi outra luta de Handicap de três contra um pelo ECW World Championship. No Judgment Day, Lashley venceu a luta, mas Vince disse que Lashley não o havia derrotado, já que Lashley havia feito o pin em Shane, então Lashley não recebeu o cinturão. A rivalidade continuou até o One Night Stand, onde Lashley desafiou Vince para uma street fight. Lashley venceu a luta e o Campeonato Mundial da ECW, e sua rivalidade acabou.

## Resultados
| Nº                                          | Resultados                                                                      | Estipulações                                                                                 | Tempo        |
| ------------------------------------------- | ------------------------------------------------------------------------------- | -------------------------------------------------------------------------------------------- | ------------ |
| Pré- show                                   | Carlito derrotou Johnny Nitro                                                   | Luta individual                                                                              | Desconhecido |
| 1                                           | The Hardys (Jeff Hardy e Matt Hardy) (c) derrotaram Lance Cade e Trevor Murdoch | Luta de duplas pelo Campeonato Mundial de Duplas da WWE                                      | 14:18        |
| 2                                           | Melina (c) derrotou Mickie James                                                | Luta individual pelo Campeonato Feminino da WWE                                              | 09:02        |
| 3                                           | Chris Benoit (c) derrotou Montel Vontavious Porter                              | Luta individual pelo Campeonato dos Estados Unidos da WWE                                    | 13:10        |
| 4                                           | Mr. McMahon, Shane McMahon e Umaga derrotaram Bobby Lashley (c)                 | Luta handicap pelo Campeonato Mundial da ECW Vince ganhou o título devido ao pin em Lashley. | 15:45        |
| 5                                           | The Undertaker (c) vs. Batista acabou empatado                                  | Luta Last Man Standing pelo Campeonato Mundial dos Pesos Pesados                             | 20:23        |
| 6                                           | John Cena (c) derrotou Randy Orton, Edge e Shawn Michaels                       | Luta Fatal 4-Way pelo Campeonato da WWE                                                      | 19:21        |
| (c) – Refere-se aos campeões antes da luta. |                                                                                 |                                                                                              |              |